# Nikolaï Olenikov
Nikolaï Vladimirovitch Olenikov (en russe : Николай Владимирович Олеников) est un footballeur international russe né le 24 mai 1975 à Pravokoumskoïe, dans le kraï de Stavropol.
Évoluant au poste de défenseur, il passe la grande partie de sa carrière au Rotor Volgograd pour qui il joue pendant près de dix années sur plusieurs passages distincts entre 1997 et 2017, disputant un total de 358 matchs pour 21 buts marqués avec le club. Il connaît également une sélection avec la Russie en 2002.

## Biographie

### Carrière en club
Natif du village de Pravokoumskoïe dans le kraï de Stavropol, il déménage en 1983 dans la ville du même nom et intègre les équipes de jeunes du club local du Dinamo. Olenikov fait par la suite ses débuts professionnels en 1992 à l'âge de 17 ans à l'Astrateks Astrakhan en troisième division russe, disputant trois rencontres avant de rejoindre le Bechtaou Lermontov dans la même division et d'y jouer deux matchs. Transféré par la suite au Nart Tcherkessk, il y découvre la deuxième division où il n'apparaît cependant que quatre fois lors de la saison 1993. Il rejoint l'année suivante le Lokomotiv Mineralnye Vody au quatrième échelon où il connaît sa première saison pleine avec 26 matchs joués et un but inscrit. Revenant ensuite au Dinamo Stavropol, il y joue trente rencontres en équipe première entre 1995 et 1996.
Après avoir été recommandé par son ancien entraîneur Boris Stoukalov au Rotor Volgograd, Olenikov effectue un essai fructueux avec le club en fin d'année 1996 et est recruté dans la foulée. Il fait ses débuts avec le club le 15 avril 1997 à l'occasion d'un match de Coupe de Russie face à l'Avtozaptchast Baksan remporté 4-0 par les siens. Démarrant en parallèle la saison en championnat sur le blanc, il dispute finalement sa première rencontre de première division le 24 mai suivant en entrant en jeu en fin de match contre le Dynamo Moscou. Il s'impose par la suite comme un titulaire régulier à partir de la deuxième partie de saison et dispute ainsi dix-neuf matchs de championnat pour sa première année tandis que le Rotor termine vice-champion de Russie derrière le Spartak Moscou. Il découvre en parallèle la coupe d'Europe à l'été 1997 en disputant six rencontres de Coupe UEFA 1997-1998 et ne pouvant éviter l'élimination des siens au deuxième tour face à la Lazio Rome.
Il inscrit son premier but en championnat le 18 avril 1998 face au Zénith Saint-Pétersbourg, marquant le but de la victoire en fin de match (2-1). Il est également buteur par la suite les 7 et 15 août 1998 contre le Lokomotiv et le Dynamo Moscou, marquant à nouveau en fin de match le but de la victoire dans le premier cas et le but de l'égalisation dans le deuxième, et dispute en tout 26 rencontres de championnat lors de l'exercice 1998. Disputant à nouveau la Coupe UEFA durant l'été 1998, il ne dispute cependant que deux matchs en raison de l'élimination précoce des siens face à l'Étoile rouge de Belgrade.
Les années qui suivent voient Olenikov se maintenir comme un titulaire régulier de la défense du Rotor Volgograd, tandis que celui-ci connaît des performances en net déclin à partir de 1999, ce qui débouche finalement sur sa relégation et la perte du statut professionnelle à l'issue de la saison 2004, amenant au départ d'une grande partie de l'effectif dont Olenikov, qui quitte l'équipe après huit saisons et 238 matchs disputés pour 15 buts marqués. Invité par Boris Stoukalov chez le promu Tom Tomsk, il décide finalement de rejoindre le FK Rostov pour l'exercice 2005 lors duquel il dispute 29 matchs sur 30 et inscrit un but le 15 octobre contre le Terek Grozny. Il est cependant très peu utilisé la saison suivante avec seulement deux matchs disputés et il quitte finalement le club en fin d'année 2006.
Quittant par la suite définitivement la première division, Olenikov rejoint en 2007 le Sibir Novossibirsk de Vladimir Faïzouline où il dispute 34 rencontres pour trois buts marqués lors de sa première saison, contribuant à la troisième place de l'équipe qui rate cependant la promotion dans l'élite. Après une autre demi-saison au Sibir, et le départ de Faïzouline pour le SKA-Energia Khabarovsk, il décide de la suivre à l'été 2008 et évolue par la suite club pendant un an et demi. Il fait finalement son retour au Rotor Volgograd, qui évolue alors au deuxième échelon, lors de la saison 2010. Ne pouvant cependant éviter la relégation de son équipe au terme de l'exercice, il reste par la suite lors de la saison suivante qui voit le Rotor remporter le groupe Sud de troisième division et retrouver le deuxième échelon. Contribuant à son maintien lors de l'exercice 2012-2013, il quitte le club à l'issue de la saison.
Il rejoint par la suite le Sever Mourmansk, club de troisième division entraîné par l'ancien joueur du Rotor Valeri Iesipov, à l'été 2013. Faisant ses débuts le 15 juillet suivant face au FK Vologda, Olenikov subit en fin de première mi-temps une rupture du ligament croisé du genou. Il est par la suite opéré au printemps 2014 mais n'évolue plus avec le club, celui-ci étant dissout à l'issue de la saison 2013-2014. Après une longue convalescence, Olenikov rejoint en 2015 l'équipe amateur du FK Anapa pour qui il évolue une année avant d'effectuer un troisième et dernier passage au Rotor Volgograd, évoluant dans un premier temps avec sa deuxième équipe, le Rotor-2 en quatrième division avant de contribuer à la promotion de l'équipe première en deuxième division lors de la saison 2016-2017. Non-retenu pour l'exercice suivant, il dispute une dernière saison avec le Rotor-2, promu entre-temps au troisième échelon, avant de mettre un terme définitif à sa carrière à l'issue de l'exercice 2017-2018, peu après son 43e anniversaire.

### Carrière internationale
Olenikov connaît sa seule et unique sélection avec l'équipe nationale russe le 21 août 2002 à l'occasion d'un match amical contre la Suède. Il entre alors en jeu à la place de Sergueï Ignachevitch à la 68e minute de jeu tandis que les siens doivent concéder le match nul 1-1 en fin de rencontre. Il dispute par la suite un match amical non-officiel contre l'équipe olympique du Japon le 11 février 2004, jouant l'intégralité de la rencontre qui se conclut elle aussi par un match nul 1-1.

## Statistiques
| Saison                | Club                      | Championnat           | Championnat | Championnat | Coupe(s) nationale(s) | Coupe(s) nationale(s) | Compétition(s) continentale(s) | Compétition(s) continentale(s) | Compétition(s) continentale(s) | Total | Total |
| Saison                | Club                      | Division              | M.          | B.          | M.                    | B.                    | Comp.                          | M.                             | B.                             | M.    | B.    |
| 1992                  | Astrateks Astrakhan       | D3                    | 3           | 0           | -                     | -                     | -                              | -                              | -                              | 3     | 0     |
| 1992                  | Bechtaou Lermontov        | D3                    | 2           | 0           | -                     | -                     | -                              | -                              | -                              | 2     | 0     |
| 1993                  | Nart Tcherkessk           | D2                    | 3           | 0           | -                     | -                     | -                              | -                              | -                              | 3     | 0     |
| 1994                  | Lokomotiv Mineralnye Vody | D4                    | 26          | 1           | -                     | -                     | -                              | -                              | -                              | 26    | 1     |
| 1995                  | Dinamo Stavropol          | D2                    | 9           | 0           | -                     | -                     | -                              | -                              | -                              | 9     | 0     |
| 1996                  | Dinamo Stavropol          | D2                    | 20          | 0           | 1                     | 0                     | -                              | -                              | -                              | 21    | 0     |
| Sous-total            | Sous-total                | Sous-total            | 64          | 1           | 1                     | 0                     | -                              | -                              | -                              | 65    | 1     |
| 1997                  | Rotor Volgograd           | D1                    | 19          | 0           | 2                     | 1                     | C3                             | 6                              | 0                              | 27    | 1     |
| 1998                  | Rotor Volgograd           | D1                    | 26          | 3           | 5                     | 1                     | C3                             | 2                              | 0                              | 33    | 4     |
| 1999                  | Rotor Volgograd           | D1                    | 29          | 1           | 2                     | 0                     | -                              | -                              | -                              | 31    | 1     |
| 2000                  | Rotor Volgograd           | D1                    | 22          | 1           | 2                     | 0                     | -                              | -                              | -                              | 24    | 1     |
| 2001                  | Rotor Volgograd           | D1                    | 29          | 4           | -                     | -                     | -                              | -                              | -                              | 29    | 4     |
| 2002                  | Rotor Volgograd           | D1                    | 26          | 1           | -                     | -                     | -                              | -                              | -                              | 26    | 1     |
| 2003                  | Rotor Volgograd           | D1                    | 28          | 2           | 8                     | 0                     | -                              | -                              | -                              | 36    | 2     |
| 2004                  | Rotor Volgograd           | D1                    | 28          | 0           | 4                     | 1                     | -                              | -                              | -                              | 32    | 1     |
| Sous-total            | Sous-total                | Sous-total            | 207         | 12          | 23                    | 3                     | -                              | 8                              | 0                              | 238   | 15    |
| 2005                  | FK Rostov                 | D1                    | 29          | 1           | 3                     | 0                     | -                              | -                              | -                              | 32    | 1     |
| 2006                  | FK Rostov                 | D1                    | 2           | 0           | 2                     | 0                     | -                              | -                              | -                              | 4     | 0     |
| 2007                  | Sibir Novossibirsk        | D2                    | 34          | 3           | 2                     | 0                     | -                              | -                              | -                              | 36    | 3     |
| 2008                  | Sibir Novossibirsk        | D2                    | 17          | 1           | 1                     | 0                     | -                              | -                              | -                              | 18    | 1     |
| 2008                  | SKA-Energia Khabarovsk    | D2                    | 17          | 0           | 1                     | 0                     | -                              | -                              | -                              | 18    | 0     |
| 2009                  | SKA-Energia Khabarovsk    | D2                    | 29          | 0           | 1                     | 0                     | -                              | -                              | -                              | 30    | 0     |
| Sous-total            | Sous-total                | Sous-total            | 128         | 5           | 10                    | 0                     | -                              | -                              | -                              | 138   | 5     |
| 2010                  | Rotor Volgograd           | D2                    | 31          | 0           | 1                     | 0                     | -                              | -                              | -                              | 32    | 0     |
| 2011-2012             | Rotor Volgograd           | D3                    | 33          | 3           | 2                     | 0                     | -                              | -                              | -                              | 35    | 3     |
| 2012-2013             | Rotor Volgograd           | D2                    | 29          | 1           | 3                     | 0                     | -                              | -                              | -                              | 32    | 1     |
| Sous-total            | Sous-total                | Sous-total            | 93          | 4           | 6                     | 0                     | -                              | -                              | -                              | 99    | 4     |
| 2013-2014             | Sever Mourmansk           | D3                    | 1           | 0           | -                     | -                     | -                              | -                              | -                              | 1     | 0     |
| 2016                  | Rotor-2 Volgograd         | D4                    | 9           | 0           | 4                     | 0                     | -                              | -                              | -                              | 13    | 0     |
| 2016-2017             | Rotor Volgograd           | D3                    | 20          | 2           | 1                     | 0                     | -                              | -                              | -                              | 21    | 2     |
| 2017-2018             | Rotor-2 Volgograd         | D3                    | 20          | 0           | 1                     | 0                     | -                              | -                              | -                              | 21    | 0     |
| Sous-total            | Sous-total                | Sous-total            | 50          | 2           | 6                     | 0                     | -                              | -                              | -                              | 56    | 2     |
| Total sur la carrière | Total sur la carrière     | Total sur la carrière | 542         | 24          | 46                    | 3                     | -                              | 8                              | 0                              | 596   | 27    |

## Palmarès
Rotor Volgograd
- Vice-champion de Russie en 1997.
- Vainqueur du groupe Sud du championnat de Russie de troisième division en 2012 et 2017.